# Juegos de la Mancomunidad de 1966
Los VIII Juegos de la Mancomunidad se celebraron en Kingston (Jamaica), del 4 de agosto al 13 de agosto de 1966, bajo la denominación Juegos del Imperio Británico y de la Mancomunidad de Kingston 1966.

Participaron un total de 1.316 deportistas representantes de 24 países miembros de la Mancomunidad de Naciones. El total de competiciones fue de 110 repartidas en 10 deportes.

## Medallero
| Núm. | País               | Oro | Plata | Bronce | Total |
| ---- | ------------------ | --- | ----- | ------ | ----- |
| 1    | Inglaterra         | 33  | 24    | 23     | 80    |
| 2    | Australia          | 23  | 28    | 22     | 73    |
| 3    | Canadá             | 14  | 20    | 23     | 57    |
| 4    | Nueva Zelanda      | 8   | 5     | 13     | 26    |
| 5    | Ghana              | 5   | 2     | 2      | 9     |
| 5    | Trinidad y Tobago  | 5   | 2     | 2      | 9     |
| 7    | Pakistán           | 4   | 1     | 4      | 9     |
| 8    | Kenia              | 4   | 1     | 3      | 8     |
| 9    | India              | 3   | 4     | 3      | 10    |
| 9    | Nigeria            | 3   | 4     | 3      | 10    |
| 11   | Gales              | 3   | 2     | 2      | 7     |
| 12   | Malasia            | 2   | 2     | 1      | 5     |
| 13   | Escocia            | 1   | 4     | 4      | 9     |
| 14   | Irlanda del Norte  | 1   | 3     | 3      | 7     |
| 15   | Isla de Man        | 1   | 0     | 0      | 1     |
| 16   | Jamaica            | 0   | 4     | 8      | 12    |
| 17   | Bahamas            | 0   | 1     | 0      | 1     |
| 17   | Bermudas           | 0   | 1     | 0      | 1     |
| 17   | Guyana             | 0   | 1     | 0      | 1     |
| 17   | Papúa Nueva Guinea | 0   | 1     | 0      | 1     |
| 21   | Uganda             | 0   | 0     | 3      | 3     |
| 22   | Barbados           | 0   | 0     | 1      | 1     |
|      | TOTAL              | 110 | 110   | 120    | 340   |

| Predecesor: Perth 1962 | VIII Juegos de la Mancomunidad 1966 | Sucesor: Edimburgo 1970 |